# Walram I (hrabia Limburgii)
Walram I (zm. ok. 1082 r.) – hrabia Limburgii od ok. 1061 r., hrabia Arlon (jako Walram II).

## Życie
Walram był synem hrabiego Arlon Walrama I i Adeli, córki księcia Górnej Lotaryngii Teodoryka I. Około 1060 r. Walram poślubił Juttę, córkę księcia Dolnej Lotaryngii Fryderyka I. Jutta wniosła dobra Walramowi w posagu dobra z zamkiem Limburg, od którego Walram zaczął się tytułować.
Z małżeństwa z Juttą Walram miał dwóch synów:
- Henryk I, następca ojca jako hrabia Limburgii,
- Konrad, hrabia Merheim.